# ستيف أوتو
ستيف أوتو هو سياسي كندي، ولد في 25 ديسمبر 1921 في بولندا، وتوفي في 16 يناير 1989 بسبب غرق. حزبياً، نشط في الحزب الليبرالي الكندي. وقد انتخب عضو مجلس العموم الكندي.